# Saurida lessepsianus
Espèce
Statut de conservation UICN

LC : Préoccupation mineure
Saurida lessepsianus est une espèce de poissons de la famille des Synodontidae.

## Systématique
L'espèce Saurida lessepsianus a été décrite pour la première fois par une publication le 12 mai 2015 par l'ichtyologue australien Barry Russel (d) et les chercheurs israéliens Daniel Golani (d) et Yaron Tikochinski (d), à partir de l'analyse de spécimens préalablement attribués aux espèces Saurida macrolepis et Saurida undosquamis, mais ne répondant pas aux critères biologiques de définition desdites espèces.

## Distribution
Cette espèce, originaire de la mer Rouge, se serait répandue dans la mer Méditerranée à la suite de la construction du canal de Suez, et peut être retrouvée dans les deux mers, en particulier au large de l’Arabie Saoudite, du Yémen, de l’Égypte et d’Israël.

## Description
Saurida lessepsianus peut mesurer jusqu'à 28,2 cm.
Cette espèce se trouve principalement sur le plancher océanique au large, à des profondeurs variant généralement de 20 à 100 m.
Il s'agit d'un poisson allongé, à la mâchoire proéminente dont le ventre est clair, pratiquement blanc, et dont le dos est doré, semblables aux sédiments.
Cette espèce se distingue de Saurida macrolepis de par la présence de davantage de dents sur la langue, ainsi que de points noirs sur le haut de sa nageoire caudale.
Elle se distingue également de Saurida undosquamis par un nombre de vertèbres plus faible (52 contre 44 à 47) et moins de rangées de dents sur la langue.

## Étymologie
Son épithète spécifique, lessepsianus, fait référence à sa migration de la mer Rouge vers la mer Méditerranée, par l'intermédiaire du canal de Suez, que l'on appelle « Lessepsian migration » en anglais en référence à Ferdinand de Lesseps.

## Écologie et environnement
Saurida lessepsianus se place généralement sur les sédiments des fonds, où il chasse à l'affût et capture les proies qui passent à proximité.
L'espèce dispose de cycles de reproduction dépendant de sa zone d'évolution. Elle semble ainsi capable de se reproduire toute l'année dans le golfe de Suez, avec des pics en décembre et en mai. Au large d'Israël, la période de reproduction s'étend de mars à décembre alors qu'au large de la Turquie, la période de reproduction est scindée en deux, de mai à juillet puis de septembre à novembre.

### Utilisation commerciale
Saurida lessepsianus fait partie des espèces pêchées et consommées par l'être humain.

## Publication originale
- (en) Barry Russel, Daniel Golani et Yaron Tikochinski, « Saurida lessepsianus a new species of lizardfish (Pisces: Synodontidae) from the Red Sea and Mediterranean Sea, with a key to Saurida species in the Red Sea », Zootaxa, Harvard University, Museum of Comparative Zoology, Ernst Mayr Library, no 3956,‎ 12 mai 2015, p. 559 à 568 (ISSN 1175-5326, e-ISSN 1175-5334, DOI 10.11646/zootaxa.3956.4.7, lire en ligne, consulté le 17 août 2023).